# Михайлов (Рязанска област)
Вижте пояснителната страница за други значения на Михайлов.
Михайлов (на руски: Михайлов) е град в Русия, административен център на Михайловски район, Рязанска област. Населението на града към 1 януари 2018 година е 10 174 души.